# 巴金站
巴金站（英語：Barking Station）是英國國鐵、倫敦地上鐵和倫敦地鐵漢默史密斯及城市線、區域線的鐵路轉乘站，位於東倫敦巴金鎮中心。本站屬於倫敦軌道運輸第4收費區，車站由c2c管理。
本站是倫敦地鐵漢默史密斯及城市線的東面總站，亦是區域線的中途站。2022年7月18日前，本站亦是倫敦地上鐵福音橡至巴金線的東面總站。當日起，福音橡至巴金線由本站延長至巴金河畔站。

## 歷史

### 倫敦、提伯利及紹森德鐵路站
1854年4月13日，巴金站隨著倫敦、提伯利及紹森德鐵路首階段通車而啟用。當時服務本站的西行列車一半以主教門站為總站，另一半則以芬喬奇街為總站。東行列車的總站則是提伯利。倫敦、提伯利及紹森德鐵路於1855年7月1日向東延伸至濱海利，並於1856年3月1日延伸至紹森德。
當時堡至巴金一段鐵路需要向北繞經斯特拉福德和森林門才能抵達本站。1858年，另一條更直接、由西至東直接穿過西漢姆和東漢姆地區的平行鐵路通車。這條鐵路既縮短了堡至巴金的行車時間，亦於西端連接倫敦及布萊克沃爾鐵路。
隨著提伯利碼頭啟用，倫敦、提伯利及紹森德鐵路公司憂慮愈來愈多的貨運列車會使雙軌路段不敷使用。因此鐵路公司希望興建一條更直接前往紹森德的平行鐵路，以分流大部分前往紹森德的列車至該鐵路，並縮短行車時間。1882年，鐵路公司獲國會批准興建巴金至巴西爾登的一段平行鐵路。1883年10月11日，平行鐵路的動工儀式於上敏斯特風車舉行。1885年5月1日，巴金至上敏斯特一段平行鐵路落成通車。1888年6月1日，平行鐵路全線通車。由於同年8月1日的一場風暴，平行鐵路因而關閉，至10月1日重開。
由於本站的客運量、貨運量逐漸上升，而巴金附近又設有數座平交道，鐵路公司於1889年重建本站。重建工程包括:
- 在車站下行方向增建一座月台
- 延長兩座原有月台，以容納更長的列車
- 新增一座終端式月台，供始發列車使用
- 興建新站房
- 興建新的牲口運輸站

1894年7月1日，連接南托特納姆和本站的托特納姆及森林門鐵路通車（福音橡至巴金線東段前身），並於同年7月9日展開載客服務。當時列車會直通運轉到托特納姆及漢普斯特德交匯鐵路（福音橡至巴金線西段前身），然後再透過聯絡線前往其他鐵路。當時由本站出發、行經此線的列車曾分別以肯蒂什鎮、聖潘克拉斯、福音橡和沼澤門（經聖潘克拉斯）為西行總站，但最主要的總站為肯蒂什鎮站。
然而重建工程並未對附近的平交道作出安排，這些平交道既使路面交通出現延誤，亦引致數宗傷亡事件。當地市議會同意興建一座橋樑取代平交道，並允許鐵路公司清拆130間剛建設完成的房屋以展開建造工程。1906年1月，鐵路公司完成清拆，並開展建造工程。
1897年，倫敦、提伯利及紹森德鐵路公司與區域鐵路公司共同擁有的白教堂及堡鐵路公司獲准興建白教堂至貝門利站以西一段鐵路，以連接倫敦、提伯利及紹森德鐵路和區域鐵路。1902年6月2日，此段鐵路通車。區域鐵路公司開始將部分列車服務延伸至東漢姆站，並於早上和晚上各開一班前往上敏斯特的列車。本站自此開始有區域鐵路服務。
1903-05年，倫敦、提伯利及紹森德鐵路公司已為貝門利至東漢姆一段鐵路四軌化。1905年9月，隨著區域鐵路全面電氣化，區域鐵路列車撤出尚未電氣化的東漢姆至上敏斯特一段鐵路。為了將東漢姆至巴金一段鐵路四軌化，並將其中兩軌的電氣化路段延伸到本站，鐵路公司再次重建本站，使月台數目增到8座，其中2座專供區域鐵路電氣化列車使用。1908年4月1日，隨著工程大致完成，區域鐵路電氣化列車全日服務延伸至本站。
| 月台編號 | 主要使用的列車類別                     | 備註                                                          |
| -------- | -------------------------------------- | ------------------------------------------------------------- |
| 1        | 倫敦、提伯利及紹森德鐵路的始發終到列車 |                                                               |
| 2        | 來自托特納姆及森林門鐵路的下行列車     | 主要為貨運列車 – 於1911年其路軌被電氣化，月台改供區域鐵路使用 |
| 3        | 前往托特納姆及森林門鐵路的上行列車     | 主要為貨運列車 – 於1911年其路軌被電氣化，月台改供區域鐵路使用 |
| 4        | 區域鐵路                               | 電氣化 – 列車在4-5號月台始發終到                              |
| 5        | 區域鐵路                               | 電氣化 – 月台東面設兩條側線供列車換向                         |
| 6        | 倫敦、提伯利及紹森德鐵路 下行列車      | 提供前往提伯利及紹森德的東行列車服務 (1889年原車站部分)       |
| 7        | 倫敦、提伯利及紹森德鐵路 上行列車      | 提供前往芬喬奇街的西行列車服務(1889年原車站部分)              |
| 8        | 倫敦、提伯利及紹森德鐵路 上行列車      | 提供前往芬喬奇街的西行列車服務(1889年原車站部分)              |

1908年的區域鐵路時間表顯示，每日有163班東行列車前往東漢姆或本站，其中112班於本站終到。由於區域鐵路已服務貝門利站至本站沿途的次要車站，部分倫敦、提伯利及紹森德鐵路公司的長途列車開始取消停靠貝門利站與本站之間的中途站。
1910年起，倫敦、提伯利及紹森德鐵路公司開始提供直通列車來往伊靈大道和紹森德 / 舒伯里內斯（Shoeburyness，紹森德市郊），並服務本站。由於巴金站至紹森德 / 舒伯里內斯一段鐵路當時尚未電氣化（伊靈大道至巴金一段鐵路已電氣化），東 / 西行的直通列車需要於巴金站改掛蒸氣 / 電力機車，以繼續行程。1911年巴金站2、3號月台軌道電氣化後，列車就改於該兩座月台更換機車。1912年7月的時間表顯示，當時週一至六全日有4對直通列車，週日則有6對。雖然列車於區域鐵路只停靠部分站點，行走伊靈大道至舒伯里內斯全程仍需要2小時。一戰後直通列車減至每日2對，至1921年更減至每日1對。然而，列車班次於1927年回升至每日6對。此直通列車服務於1935年被削減至每日4對，並於1939年5月縮減至1對。二戰開始後由於實施緊急時間表，直通列車服務於1939年9月取消。
1912年倫敦、提伯利及紹森德鐵路公司被米德蘭鐵路公司收購。1923年1月1日，米德蘭鐵路公司與其他鐵路公司合併成倫敦、米德蘭和蘇格蘭鐵路公司。自此本站的城際列車服務改由倫敦、米德蘭和蘇格蘭鐵路公司提供。1925年6月，倫敦、米德蘭和蘇格蘭鐵路公司開始更新貝門利至本站間的信號系統，使區域鐵路得以加密班次。1929年，更新工程完成。
1929年倫敦、米德蘭和蘇格蘭鐵路公司建議將巴金至上敏斯特一段鐵路四軌化，並將其中兩軌電氣化，以供區域鐵路列車使用。1932年9月12日，鐵路四軌化及電氣化工程完成，區域鐵路電氣化列車服務由本站延伸到上敏斯特。
1933年7月1日，區域鐵路公司被公有化，其資產轉移至政府成立的倫敦客運委員會。區域鐵路亦改稱區域線，自此倫敦客運委員會於本站提供區域線服務。
為了緩解區域線白教堂以東路段的擁擠情況，倫敦客運委員會於1936年將部分大都會線漢默史密斯—新十字/新十字門（直通東倫敦線）的列車服務改為漢默史密斯—巴金（直通區域線） 。自此本站開始提供前往漢默史密斯的列車服務。1939年11月，大都會線漢默史密斯—巴金的列車服務縮短為漢默史密斯—白教堂，同時阿克斯橋—阿爾德門的列車服務延長為阿克斯橋—巴金。
二戰期間，本站及巴金一帶鐵路於倫敦大轟炸中遭受德軍轟炸，列車服務曾數度受阻。
| 日期           | 轟炸影響                                        |
| -------------- | ----------------------------------------------- |
| 1940年9月7日   | 本站因炸彈碎片受到輕微損毀                      |
| 1940年9月12日  | 本站被轟炸 - 所有線路被堵塞                     |
| 1940年10月20日 | 巴金至上敏斯特一段鐵路被轟炸 - 倫敦地鐵服務暫停 |
| 1940年10月25日 | 巴金附近的鐵路被轟炸 - 倫敦地鐵服務暫停         |

由於運作問題，倫敦客運委員會於1941年將大都會線列車服務重新改為漢默史密斯—巴金及阿克斯橋—阿爾德門。本站重新提供前往漢默史密斯的列車服務。

### 二戰後發展
1948年，倫敦、米德蘭和蘇格蘭鐵路公司被國有化，本站的城際列車服務改由英國鐵路公司提供。於1950年代早期，英國鐵路公司推出了一系列改善鐵路系統的計劃：
- 電氣化倫敦、提伯利及紹森德線，並更新信號系統
- 完全分離倫敦、提伯利及紹森德線及倫敦地鐵列車的運行軌道
- 簡化巴金站至達格納姆碼頭站之間一編組站內的貨運列車運作程序
- 重建巴金站，增設立體交叉使貨運列車能通過本站、更改月台佈置以提供倫敦、提伯利及紹森德線和倫敦地鐵之間的跨月台轉乘

以上計劃於1950年代後期至1960年代早期陸續實施。1962年6月起，本站的倫敦、提伯利及紹森德線國鐵服務改由英國鐵路302型電聯車提供。本站的票務大堂由英國鐵路公司東部分區建築部的建築師重新設計，並於1959-61年完全重建。德裔英國藝術、建築史學家尼古拉斯·佩夫斯納曾指本站「外觀相當現代，毫無疑問是當今最好的英國車站之一」。1961年，伊麗莎白二世為重建完成的本站舉行開幕儀式。現時本站已被列入為二級登錄建築。
1963年，肯蒂什鎮至巴金線曾被比欽建議取消客運服務。由於沿線乘客對此作出抗議並成立行動組，因此客運服務得以維持。雖然如此，英國鐵路公司卻逐漸減少此線的班次，亦並未改善此線鐵路設施或電氣化此線。至1980年，來往肯蒂什鎮和本站的列車班次被削減至每小時1班。1981年，由於需要為肯蒂什鎮至聖潘克拉斯一段鐵路進行電氣化及提升工程，英國鐵路在肯蒂什鎮至巴金線西端增設了前往北倫敦線福音橡的聯絡線，使列車可以改以福音橡為西行總點。自此英國鐵路每小時提供兩班來往福音橡和本站的列車。
1990年7月30日，大都會線漢默史密斯至巴金的列車服務獲升格獨立成線，稱為漢默史密斯及城市線。本站因此由大都會線變更為漢默史密斯及城市線的東面總站。
隨著福音橡至巴金線電氣化工程於2018年1月中完成，倫敦地上鐵於2019年5月23日起開始以電氣化列車取代原先的柴聯車，並於同年8月全面以電氣化列車行走此線。自此本站全面由電氣化列車服務。
由於電氣化列車投入服務的時程較原訂計劃（原計劃為首批列車於2018年3月投入服務）延遲逾一年，為乘客造成不便，倫敦交通局決定於2019年9月整個月於福音橡至巴金線提供免費乘車優惠，讓乘客可以免費來往沿途各站（包括本站），以作補償。
2022年7月18日，福音橡至巴金線由本站東延至巴金河畔站。

## 列車服務
本站是倫敦地鐵漢默史密斯及城市線的東面總站，以及倫敦地鐵區域線和倫敦地上鐵福音橡至巴金線的中途站。本站亦是英國國家鐵路c2c城際列車服務的中途站。本站有9個月台。2022年7月18日前，本站為福音橡至巴金線的東端總站，因此列車會使用1號月台（終端式月台）。2022年7月18日起，福音橡至巴金線延長至巴金河畔站，倫敦地上鐵列車改為使用7-8號月台。1號月台則沒有表定列車使用。
| 月台編號 | 主要使用的列車                            | 備註                              |
| -------- | ----------------------------------------- | --------------------------------- |
| 2        | 區域線東行列車/漢默史密斯及城市線終到列車 |                                   |
| 3        | 區域線/漢默史密斯及城市線列車             | 供始發/終到列車使用               |
| 4        | c2c東行列車                               |                                   |
| 5        | c2c西行列車                               |                                   |
| 6        | 區域線西行列車                            |                                   |
| 7        | c2c/倫敦地上鐵東行列車、貸物列車          | 途經珀弗利特的c2c列車均使用此月台 |
| 8        | c2c/倫敦地上鐵西行列車、貸物列車          | 途經珀弗利特的c2c列車均使用此月台 |

本站於非繁忙時段的列車班次每小時為：

#### 倫敦地鐵
區域線:
- 6班 西行 往伊靈大道
- 6班 西行 往奇蒙
- 3班 西行 往溫布頓 (平日19:31後、週六及公眾假期20:32後、週日18:52-22:45間不設服務)

西行往溫布頓的列車並非全日服務。平日由本站開往溫布頓的尾班車於19:28開出，週六及公眾假期則為20:32。週日18:52後，則只有兩班列車，分別於22:45和23:16開出。
- 12班 東行 往上敏斯特

漢默史密斯及城市線:
- 6班 西行 往漢默史密斯站

#### 倫敦地上鐵
- 4班 西行 往福音橡
- 4班 東行 往巴金河畔[25]

#### 英國國鐵（c2c）
目前c2c並沒有運行經珀弗利特至紹森德的列車。在繁忙時間，部分途經珀弗利特、格雷斯的東行列車會續駛至提伯利。
- 8班 西行 往芬喬奇街（週末為6班）
- 2班 西行 往利物浦街，經斯特拉福德（僅週六08:00-23:30、週日09:00-23:00提供服務）
- 2班 東行 往格雷斯，經珀弗利特
- 4班 東行 往舒伯里內斯，經上敏斯特和巴西爾登
- 2班 東行 往紹森德中央，經上敏斯特、奧肯登和提伯利[26]

## 車站票務
c2c管理的售票大堂有7個服務櫃檯，設有Tribute和Cubic FasTIS售票機，還發行蠔卡。蠔卡可於所有倫敦地鐵站、大倫敦區域及周邊地區的國家鐵路站中使用。
蠔卡於2004年1月開始可以用於支付c2c芬喬奇街至上敏斯特、利物浦街至本站段鐵路服務的車資。於2008年1月，蠔卡的適用範圍擴展至c2c本站至雷恩納姆一段鐵路服務，並於2010年1月2日擴展至雷恩納姆至格雷斯。

## 接駁交通
倫敦巴士 5、62、169、238、287、366、368、EL1、EL2、EL3號、學校路線687號以及通宵路線N15號均途經本站。其中EL1、EL2和EL3號路線屬於東倫敦巴士快速交通系統（East London Transit）。
東倫敦巴士快速交通系統於2010至2013年分階段落成，並設有3條路線：EL1、EL2和EL3號。因此該系統的所有路線均途經本站。
- EL1：伊爾福德山—巴金河畔
- EL2：貝肯翠荒原—達格納姆碼頭國鐵站
- EL3：小荒原—巴金河畔 （經喬治國王醫院、古德美車站）